# 린쓰밍
린쓰밍(중국어 정체자: 林思銘, 병음: Lín Sūmíng, 1966년 3월 16일 ~ )은 타이완의 정치인이자 변호사이다. 2020년 신주현 제2선거구의 입법위원으로 당선된다.